# Budapest Kelenföld
Budapest Kelenföld – stacja kolejowa w Budapeszcie, w dzielnicy Újbuda, na Węgrzech. Znajduje się tu 5 peronów.